# Crossed: Family Values
Crossed: Family Values es una serie limitada de seis números sin publicidad periódica guionizado por David Lapham, dibujado por Javier Barreno y con portadas de Jacen Burrows. 
Publicada en España como Crossed: Valores Familiares.

## Sinopsis
El planeta entero ha sido asolado por una infección que transforma a los infectados en seres maniaco homicidas sin remordimientos que practican todo tipo de perversiones que alguna vez se les hubiera pasado por la cabeza. La infección se contagia a través de los fluidos corporales, casi siempre por mordiscos o prácticas sexuales y a los infectados se los reconoce mediante una cicatriz en forma de cruz que les aparece en la cara, se les conoce con el nombre de crossed (marcado con una cruz). Aunque la plaga se extiende rápido como una de zombis el autor insiste en que solo tienen eso en común con los crossed.
La historia se centra sobre la familia Pratt, una familia muy religiosa que viven en un rancho donde crían caballos en Carolina del Norte. Pese a la aparente tranquilidad que reina en el rancho, Joseph, el cabeza de familia, quien se cree un enviado de Dios, abusa de sus hijas y comete incesto con ellas. La única que no ha sido violada es Adaline, la hija de dieciocho años. Cuando los crossed llegan al rancho, tras entablar combate con ellos, los que sobreviven se ven obligados a huir hacia lugares más inaccesibles donde volver a establecerse. Pese a que varios miembros de la familiar mueren, tanto Joseph como Adaline sobreviven, tras el enfrentamiento contra los crossed donde Joseph intenta proteger a su familia por encima de todo, incluso Adaline sabedora del abuso sexual que su padre realiza a sus hermanas, termina por apreciarlo como padre sintiéndose culpable por ello. La historia narra los hechos acaecidos en este nuevo emplazamiento donde se instalan, sus luchas contra los crossed y la vida entre abusos sexuales.

## Personajes
Los personajes importantes son un grupo de supervivientes de los cuales se destacan los siguientes:
- Joseph Pratt, “Joe”, cabeza de familiar de los Pratt, abusa sexualmente de sus hijas.
- Adaline, “Addy”, hija mayor de Joseph, la única que no ha sido violada y que trabaja como rastreadora.

## Volumen dos
Crossed: Family Values es el volumen dos de las historias narradas en Crossed. La historia no continúa respecto al volumen uno sino que cuenta hechos no relacionados con el primer volumen aunque ambientados en la misma época.
Garth Ennis guionista y creador del primer volumen hablaba sobre la continuación de la serie:

Para ser sincero, no iba a haber un volumen dos, William (n.d.t.Cristensen, el redactor jefe de Avatar Press) continuamente me preguntaba sobre esa posibilidad, pero aparte de una o dos escenas me di cuenta que no tenía más historias que contar sobre Crossed. No quería forzar la situación, en primer lugar, porque estoy muy contento con Crossed y en segundo lugar no quería realizar una secuela para la que no tengo suficientes ideas.

Dicho esto, es obvio que en Crossed tienes una ambientación con mucho potencial para desarrollar, y los crossed son unos villanos capaces de mantener la atención del público por sí mismos. Así que cuando William sugirió que otras personas trabajaran en ello dije que no era reacio a ello siempre que, a) yo pensara que el equipo creativo estaba a la altura, y b) mi trama y las de mis personajes fueran mantenidos al margen. Lo que significaba que no era una secuela, no más historias de Stan, Cindy, Thomas o Kitrick (o cualquiera de los crossed que aparecen en el volumen uno), solamente nuevas historias ambientadas en el mismo mundo.

En cuanto a David, ¿Quién mejor? Creo que veréis que desde el primer episodio se nota que sabe exactamente lo que está haciendo con Crossed.